# 布爾漢尼耶

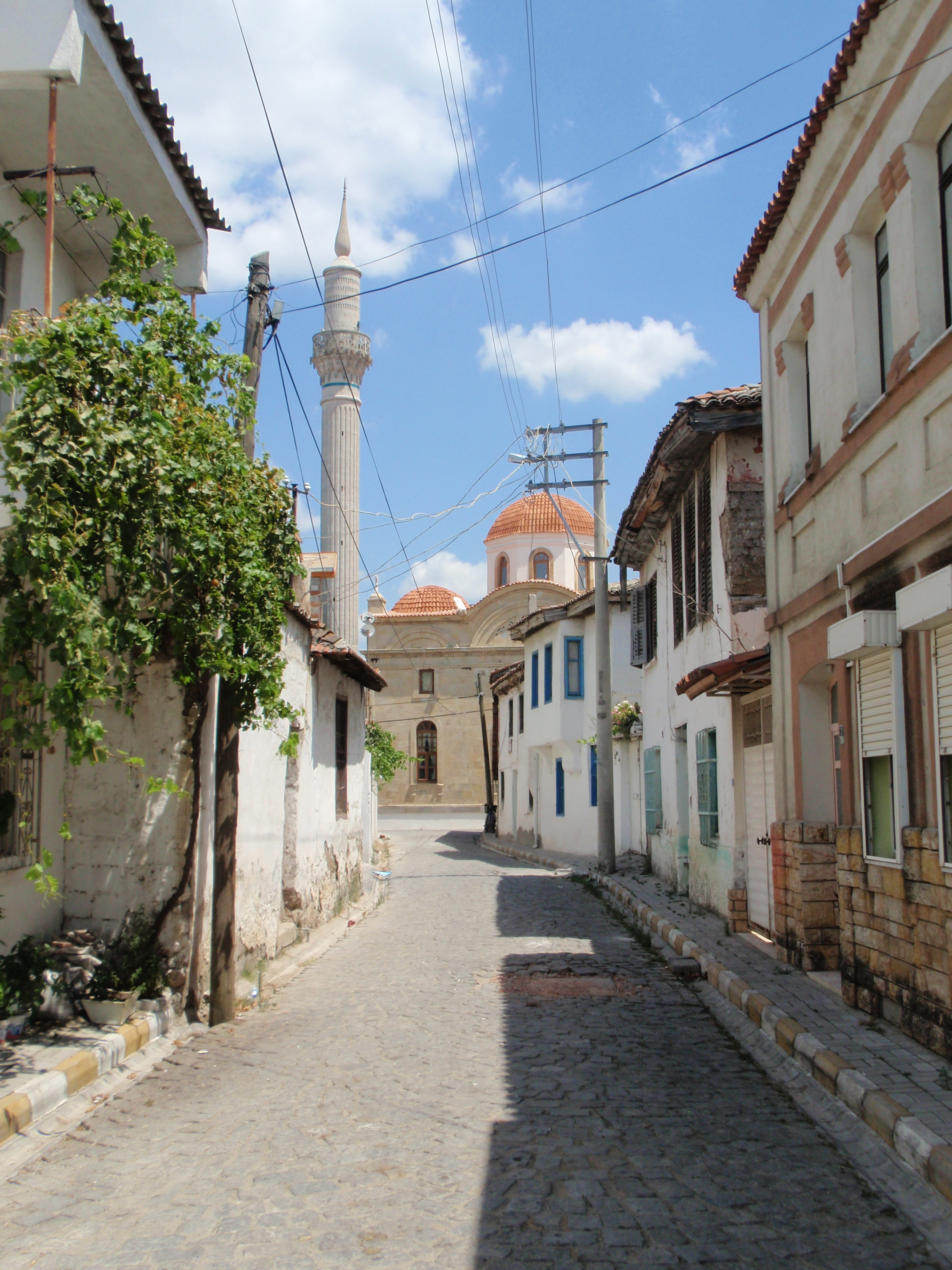

布爾漢尼耶（Burhaniye）是土耳其的城鎮，由巴勒克埃西爾省負責管轄，位於該國西北部愛琴海沿岸，面積426平方公里，主要經濟活動有農業和旅遊業，2010年人口39,840。